# جزیره مورز

جزیره مورز (به لاتین: Moore's Island)  یک شهرستان در باهاما است که در جزایر آباکو واقع شده‌است.

## خصوصیات
جزیره مورز حدوداً ۷-مایل (۱۱-کیلومتر) طول و ۳٫۵-مایل (۵٫۶-کیلومتر) عرض دارد و حدوداً در ۲۸-مایل (۴۵-کیلومتر)ی جزیره آباکو قرار گرفته و ۲ نفر جمعیت دارد.